# Gebeardo III di Zähringen
Gebeardo III di Zähringen (1050 circa – 12 novembre 1110) fu vescovo di Costanza dal 1084 alla morte.

## Origini
Gebeardo era figlio di Bertoldo I, duca di Carinzia e margravio di Verona, e di sua moglie Richwara († 1092). Era quindi appartenente alla stirpe Zähringen. Era un fratello di Ermanno I, il fondatore della linea dei margravi di Baden e di Bertoldo II, duca di Svevia e poi di Zähringen. Sua sorella Liutgarda di Zähringen, sposa di Diepoldo II di Vohburg, fu la co-fondatrice dell'abbazia di Kastl e fondatrice dell'abbazia di Regen.

## Biografia
Intorno al 1065, Gebeardo fu membro del capitolo della cattedrale di Colonia e poi preposto dei canonici di Xanten. Intorno al 1075, Gebeardo entrò nell'abbazia di Hirsau. Già nel 1079 fu nominato da papa Gregorio VII come uno dei candidati all'elezione del vescovo di Magdeburgo.
Il 21 dicembre 1084 fu eletto vescovo di Costanza dal sinodo diocesano, presieduto dal legato pontificio Odone di Châtillon, vescovo di Ostia, futuro papa Urbano II. Lo stesso giorno Gebeardo venne ordinato sacerdote e il giorno successivo venne ordinato vescovo. Al sinodo erano presenti il suo abate di Hirsau, Guglielmo di Hirsau, il fratello di Gebeardo, Bertoldo II, e Guelfo d'Este, il fuorilegge duca di Baviera, il quale, secondo le Cronache di San Gallo (avverse alla fazione papale), fu il regista di questa ascesa alla cattedra vescovile di Gebeardo. Il fedele vescovo di Costanza fedele all'imperatore, Ottone I di Lierheim, era stato scomunicato da papa Gregorio VII nel 1080, ma era ancora considerato il vero vescovo di Costanza dal partito fedele all'imperatore. Il suo diretto predecessore fu il vescovo Bertolf, nominato vescovo dal partito pontificio dopo la deposizione di Ottone I. Per motivi di salute, però, l'ordinazione episcopale non ebbe luogo e probabilmente Bertolf non ricoprì mai effettivamente il suo incarico.
Nel maggio 1085, Gebeardo fu deposto e scomunicato in un consiglio a Magonza convocato da Enrico IV, e Ottone I fu confermato in carica.
L'abate di San Gallo, Ulrico di Eppenstein, della stirpe degli Eppenstein nominato da Enrico IV, era la nemesi della casa di Zähringen: infatti il padre di Gebeardo, Bertoldo I, era stato privato del ducato di Carinzia da Enrico IV nel 1077 a causa del suo sostegno all'anti-re Rodolfo di Rheinfelden e consegnato al fratello di Ulrico, Liutpoldo di Eppenstein. In occasione di una faida tra l'abate di Reichenau Ekkehard II di Nellenburg, alleato dello Zähringen, e Ulrico di Eppenstein, Gebeardo dovette fuggire da Costanza nel 1085 e non vi ritornò fino al 1086.
Sempre nel 1086, Gebeardo riformò l'abbazia di Petershausen con il sostegno della sua ex-abbazia di Hirsau, con il quale depose due abati e nominò infine abate Teodorico, figlio del conte Kuno di Wülfelingen avuto da un matrimonio morganatico, e ampliò notevolmente il monastero.
Nel 1089, Gebeardo poté completare e consacrare la costruzione della nuova cattedrale di Costanza che i suoi predecessori avevano iniziato.
Ulrico di Eppenstein spinse per l'occupazione della cattedra vescovile di Costanza da parte di un monaco di San Gallo, Arnoldo di Heiligenberg, con il sostegno di Enrico IV. Dal punto di vista del partito imperiale, la cattedra episcopale era rimasta vacante dalla morte del vescovo Ottone nel 1086. Ulrico cercò ora di portare in carica il suo protetto con la forza delle armi, ma gli fu impedito dalla resistenza della città di Costanza. Gli abitanti di Costanza ed il fratello di Gebeardo, Bertoldo II, devastarono quindi le proprietà del monastero di San Gallo. Arnoldo, essendogli Costanza preclusa, ebbe la consacrazione a vescovo, su richiesta dell'arcivescovo di Magonza Rutardo e per mezzo dell'antipapa Clemente III, a Ravenna.
Nel 1095, Gebeardo prese parte al sinodo di Piacenza. Nel 1102 Enrico di Heiligenberg, fratello di Arnoldo, attaccò il monastero di Petershausen e nel 1103 Arnoldo occupò con la forza la sede vescovile. Gebeardo dovette quindi fuggire all'abbazia di San Biagio. Arnoldo non fu espulso fino al 1105 (sebbene papa Pasquale II lo avesse già scomunicato nel 1103) e Gebeardo tornò a Costanza con l'aiuto di Enrico V. Per ordine di papa Pasquale II, Gebeardo aveva liberato Enrico V dal suo esilio in qualità di legato pontificio. Gebeardo accompagnò Enrico nel suo viaggio attraverso la Baviera e la Sassonia.

## Posizione nella lotta per le investiture
Secondo Dopsch, Gebeardo era strettamente imparentato con i conti di Sulzbach e ai conti di Kastl e, come loro, era vicino al movimento di riforma di Hirsau.
Gebeardo (Gebehardus) era un rappresentante di spicco del partito papale contro l'imperatore Enrico IV nella lotta per le investiture. Nel 1088 l'anti-re Ermanno di Salm, sostenuto da Gebeardo, soggiornò a Costanza. Gebeardo fu nominato legato pontificio in Germania da papa Urbano II nel 1089; egli inoltre sostenne i figli di Enrico IV contro il loro padre. Nel 1093 cercò di conquistare il ducato di Svevia e Baviera per Corrado di Lorena e portò la benedizione papale ad Enrico V. Fu cacciato dalla sua cattedra episcopale da Enrico IV, ma continuò la sua resistenza contro Enrico; confermato come legato da Pasquale II, esercitò inoltre una grande influenza alla dieta di Ingelheim nel 1105, dove Enrico IV fu costretto ad abdicare dal trono.

## Fondazioni di monasteri
Incentivò e consacrò numerosi monasteri, tra cui:
- Abbazia di San Giorgio nella Foresta Nera (1085);
- Abbazia di Reichenbach (1085);
- Abbazia di San Pietro nella Foresta Nera; chiesa del monastero (1093);
- Abbazia di Ochsenhausen (1093);
- Abbazia di Alpirsbach (1095);
- Abbazia di Allerheiligen (Svizzera); (inaugurazione della cattedrale nel 1103);
- Abbazia di Kastl 1098/1103; (convento fondatore fu l'abbazia di Petershausen);

## Genealogia episcopale e successione apostolica
La genealogia episcopale è:
- Cardinale Odon de Châtillon, O.S.B.Clun.
- Gebeardo III di Zähringen

La genealogia episcopale è:
- Vescovo Ulrico di Passau (1092)
- Arcivescovo Heinrich von Assel (1105)